# Jean-Pierre Tokoto
Jean-Pierre Tokoto (Duala, Camerún francés; 26 de enero de 1948) es un exfutbolista de Camerún que jugaba en la posición de centrocampista. Es el abuelo del baloncestista J. P. Tokoto.

## Carrera

### Club
| Periodo   | Club                   |
| --------- | ---------------------- |
| 1963–1969 | Oryx Douala            |
| 1968–1969 | Olympique Marseille    |
| 1969–1970 | RFC Paris-Neuilly      |
| 1970–1971 | Racing Paris-Joinville |
| 1971–1972 | Olympique Marseille    |
| 1972–1975 | Bordeaux               |
| 1975–1977 | PSG                    |
| 1977–1978 | Bordeaux               |
| 1978–1980 | AS Béziers             |
| 1980–1981 | New England Tea Men    |
| 1981      | Jacksonville Tea Men   |
| 1981–1982 | Philadelphia Fever     |

### Selección nacional
Jugó para Camerún en 60 ocasiones de 1968 a 1982 y anotó nueve goles; participó en la Copa Mundial de Fútbol de 1982 y en la copa Africana de Naciones 1972.

## Logros

### Club
- Primera División de Camerún (4): 1963, 1964, 1965, 1967
- Copa de Camerún (1): 1968
- Ligue 1 (1): 1972
- Copa de Francia (2): 1969, 1972
- Supercopa de Francia (1): 1971

### Individual
- Equipo Ideal de la Copa Africana de Naciones 1972.
- Lista de los 200 mejores futbolistas africanos en 2006.[4]